# Odontites semicomposita
Odontites semicomposita är en flockblommig växtart som beskrevs av Spreng.. Odontites semicomposita ingår i släktet rödtoppor, och familjen flockblommiga växter. Inga underarter finns listade i Catalogue of Life.